# Marios Matsakis
Marios Matsakis, gr. Μάριος Ματσάκης (ur. 2 sierpnia 1954 w Limassolu) – cypryjski polityk, biochemik i lekarz chirurg, eurodeputowany V (w 2004) i VI kadencji.

## Życiorys
Z wykształcenia mikrobiolog, uzyskał doktorat z biochemii na University of London, specjalizację z chirurgii na University of Cambridge. Kształcił się również m.in. na University of Glasgow w zakresie prawa medycznego. W 1996 i 2001 był wybierany do Izby Reprezentantów.
Po akcesie Cypru do UE od maja do lipca 2004 był eurodeputowanym V kadencji. W wyborach w tym samym roku jako kandydat Partii Demokratycznej uzyskał mandat posła do Parlamentu Europejskiego. Należał do frakcji liberalnej, pracował w Komisji Ochrony Środowiska Naturalnego, Zdrowia Publicznego i Bezpieczeństwa Żywności. W PE zasiadał do 2009.
W międzyczasie opuścił demokratów i jako niezależny kandydował w wyborach prezydenckich w 2008. Zajął w nich czwarte miejsce, uzyskując 3460 głosów (0,77%).